# 1770-й отдельный сапёрный батальон
1770-й отдельный сапёрный батальон  — воинская часть в вооружённых силах СССР во время Великой Отечественной войны, формально насчитывал два формирования. Этот сапёрный батальон имел наибольший номер среди участвовавших в войне.

## История
Сформирован осенью 1941 года в районе  Ярославля в составе 7-й сапёрной бригады, до февраля 1942 года занят на строительстве тыловых оборонительных рубежей восточнее Московской области. С расформированием 7-й сапёрной бригады в феврале 1942 года отправлен на фронт.
В составе действующей армии с 20 февраля 1942 года по 30 июля 1942 года.
Был направлен на Волховский фронт, где поступил в распоряжение 2-й ударной армии, обеспечивал строительство её укреплений и коммуникаций. Принимал участие вместе с армией в Любанской операции. По-видимому был уничтожен в Мясном Бору и 30 июля 1942 года расформирован, а на следующий день путём переименования 1248-го отдельного сапёрного батальона 2-го формирования воссоздан на Волховском фронте.
Второе формирование в составе действующей армии с 31 июля 1942 года по 23 сентября 1942 года.
Принимал участие в Синявинской операции и был уничтожен снова.

## Подчинение
| Подчинение по месяцам | Подчинение по месяцам    | Подчинение по месяцам | Подчинение по месяцам | Подчинение по месяцам    |
| Дата                  | Фронт (округ)            | Армия                 | Бригада               | Примечания               |
| --------------------- | ------------------------ | --------------------- | --------------------- | ------------------------ |
| 1 ноября 1941 года    | Московский военный округ | 3-я сапёрная армия    | 7-я сапёрная бригада  | —                        |
| 1 декабря 1941 года   | Московский военный округ | 3-я сапёрная армия    | 7-я сапёрная бригада  | —                        |
| 1 января 1942 года    | Московский военный округ | 3-я сапёрная армия    | 7-я сапёрная бригада  | —                        |
| 1 февраля 1942 года   | Московский военный округ | 3-я сапёрная армия    | 7-я сапёрная бригада  | —                        |
| 1 марта 1942 года     | Волховский фронт         | 2-я ударная армия     | -                     | —                        |
| 1 апреля 1942 года    | Волховский фронт         | 2-я ударная армия     | -                     | —                        |
| 1 мая 1942 года       | Ленинградский фронт      | 2-я ударная армия     | -                     | —                        |
| 1 июня 1942 года      | Ленинградский фронт      | 2-я ударная армия     | -                     | —                        |
| 1 июля 1942 года      | -                        | -                     | -                     | не имеется в справочнике |
| 1 августа 1942 года   | Волховский фронт         | -                     | -                     | -                        |
| 1 сентября 1942 года  | Волховский фронт         | -                     | -                     | -                        |